# Beleg van Gent (1708)
Het Beleg van Gent (18–30 december 1708) was de laatste operatie van het oorlogsseizoen van 1708 tijdens de Spaanse Successieoorlog. Nadat hij kort daarvoor Rijsel had veroverd, sloeg hertog John Churchill van Marlborough het beleg voor Gent, waar de Spaans-Franse gouverneur Graaf de la Motte de stad na twaalf dagen overgaf.

## Achtergrond
De Spaanse Successieoorlog was een gevolg van de dood van de Habsburgse Karel II van Spanje (1700), die geen kinderen had. Hij liet de Spaanse troon na aan Filips van Anjou, lid van het Franse huis Bourbon, maar de Habsburgse keizer Karel VI, aartshertog van Oostenrijk, meende ook aanspraken te kunnen maken op de troon. De Grote Alliantie van het koninkrijk Groot-Brittannië, de Republiek der Zeven Verenigde Nederlanden, het Heilige Roomse Rijk en de Spaanse Habsburgers verklaarden Frankrijk en de Spaanse Bourbons in mei 1702 de oorlog.

## Aanloop
Tijdens de campagne van 1708 plande Marlborough, commandant van het Alliantieleger in de Nederlanden, samen met de Nederlandse commandanten om met al hun strijdkrachten de Fransen aan te vallen. Ze werden verrast toen de Fransen in juli Gent veroverden en daarmee de Vlaamse waterwegen beheersten; hierdoor kon de Alliantie Brussel niet onverdedigd laten. Marlborough herstelde de situatie met overwinningen op de Fransen in de Slag bij Oudenaarde (11 juli) en de belegering van Rijsel (12 augustus – 10 december). Hoewel Marlborough enorme verliezen leed (naar schatting 15.000) tijdens het beleg, kon hij Rijsel na 120 dagen innemen.

## Beleg
De Fransen verkeerden in de veronderstelling dat de krijgshandelingen afgelopen waren met het aanbreken van de winter en hadden daarom hun leger uitgerangeerd na het verlies van Rijsel. Marlborough besloot echter om nog een extra stap te doen om Gent te heroveren. Zijn leger arriveerde op 18 december bij de stad, waar een garnizoen van ongeveer 18.000 soldaten lag met instructies om de stad zo lang mogelijk te verdedigen. Het Alliantieleger voltooide zijn loopgraven op 24 december en lanceerde de volgende dag een aanval, die echter afgeslagen werd. Op 28 december hadden de belegeraars hun artillerie in stelling gebracht en bombardeerden de stad met mortieren. De gouverneur van Gent, de Graaf de la Motte, stuurde daarop soldaten met een witte vlag naar Marlborough toe met de voorwaarden voor overgave, tenzij er tegen 2 januari een ontzettingsmacht zou komen. Omdat die niet kwam, gaf hij de stad die dag over aan Marlborough. In een brief aan Minister van Binnenlandse Zaken Henry Boyle beschreef Marlborough dat het de Franse verdedigers "van tien uur 's ochtends tot zeven uur 's avonds" kostte om de stad te ontruimen.

## Nasleep
Brugge capituleerde kort daarna, terwijl de kleinere garnizoenen in Plassendale en Leffinge werden ontruimd. Slechts een paar dagen na de inname van Gent zette er een strenge winter in, volgens historicus Jamel Ostwald "een van de wreedste in de contemporaine herinnering". Er werd in de Nederlanden niet meer gevochten tot de volgende juni.
1539–40: Opstand tegen Karel V · 
1576: Beleg van het Spanjaardenkasteel · 
1583–4: Beleg door Farnese (Parma) · 
1708: Beleg door Marlborough · 
1789: Vier Dagen van Gent
1839: Katoenoproer